# Kaperbrev af 1807
Kaperbrev af 1807 (Reglement for Kaperfarten og Prisenes lovlige Paadømmelse i 1807) blev i Danmark udstedt i forbindelse med Kanonbådskrigen 1807-1812.
Reglementet bekendtgjorde, at et kaperfartøj skulle være i besiddelse af et kaperbrev udstedt af staten mod betaling.
Kaperbrev skulle erhverves for at lovliggøre opbringning af priser tilhørende eller chartret af fjendtlige nationer.
Kaperbrevet indeholdt regler for udstyr af kaperfartøjet samt for behørig opførsel overfor det kaprede og beslaglagte fartøj, eksempelvis:
- Kaperføreren skulle have dansk borgerret.
- Have patent som styrmand eller skipper.
- Være behørigt udstyret med håndvåben og skyts.
- Kaperføreren skulle først praje skipperen på udvalgte/ anholdte skib og lade denne komme om bord på kaperskibet med anholdte skibs skibspapirer.
- Var papirerne i behørig orden skulle aktuelle fartøj tillades at fortsætte sin rejse.
- Ved begrundet mistanke til ægtheden af skibets papirer, stod det kaperføreren frit for at borde anholdte skib for nærmere undersøgelse.
- Kaperføreren måtte ved visitationen under ingen omstændigheder selv bryde eller åbne nogen del af lasten. Dette arbejde skulle udføres af skibets besætning under påsyn.
- Valgte kaperføreren at opbringe det pågældende skib, skulle det føres til nærmeste købstad i det danske rige.
- En dommer og to edsvorne personer skulle besigtige ladningen før priseretten tog over.
- Blev opbragte skib godkendt som prise, blev skib og ladning solgt på offentlig auktion.